# Volcacio Sedigito
Volcacio Sedigito (in latino Volcacius Sedigitus; metà II-I secolo a.C.; Gallia?, 100 a.C. circa – ...) è stato un grammatico e filologo romano.

## Biografia
Di Volcacio ben poche informazioni sono note. Plinio il Vecchio, che lo chiama illustris in poetica',' afferma che la famiglia avesse ottenuto il suo cognomen perché qualcuno in essa era nato con sei dita per mano. La sua origine potrebbe essere stata non romana: infatti, Volcacius si riferisce alla Volcatia gens e ai Volcae, un popolo celtico.
Per quanto concerne la sua cronologia, poiché fa riferimento a poeti della fine del II secolo a.C., deve essere vissuto nella seconda metà di quel secolo.

## De poetis
Dai 4 frammenti del De poetis, in senari giambici, 3 dei quali preservati da Svetonio nella Vita di Terenzio, risulta che questo poema trattava di autori della generazione precedente, con dettagli biografici e elenchi di opere: Svetonio riporta particolari della vita di Terenzio desunti proprio da quest'opera, mentre Aulo Gellio riferisce che Volcacio avesse composto un index delle commedie di Plauto.
Il frammento più lungo, comunque, è un vero e proprio canone dei dieci commediografi latini che Sedigito riteneva i migliori, giunto tramite la mediazione dell'erudito del II secolo d.C. Aulo Gellio, che lo trascrisse nelle sue Noctes Atticae:
su qual poeta comico avesse

la palma. Grazie al mio giudizio io

ti scioglierò da questa incertezza,

perché, se poi qualcuno la pensasse

diversamente, egli smetta di farlo.

La palma io assegno al comico Cecilio.

Poi Plauto, per secondo, facilmente

supera gli altri. Poi Nevio ardente

al terzo posto. Se ci dovrà essere

un quarto posto, lo si assegnerà

a Licinio. Poi stimo che Atilio

segua Licinio. Al sesto posto segue

Terenzio, e Turpilio ottiene il settimo,

Trabea all'ottavo, e stimo facilmente

al nono posto Luscio. Al posto dieci

aggiungo, perché antico, Ennio.»
(fr. 1 Courtney - trad. A. D'Andria)
Pur trattandosi di un'opinione personale di Volcacio, risulta assai probabile che anche gli altri filologi contemporanei condividessero tale giudizio, in particolare per quanto riguarda l'assegnazione della palma a Cecilio Stazio. Il canone dimostra, altresì, la diffusione, all'interno dei circoli ellenizzanti romani, della critica letteraria in versi, che rimonta all'esempio di Callimaco nei Pinakes.